# Lumarzo
Lumarzo est une commune italienne de la ville métropolitaine de Gênes dans la région Ligurie en Italie.

## Administration
| Période                                  | Période | Identité | Étiquette | Qualité |
| ---------------------------------------- | ------- | -------- | --------- | ------- |
|                                          |         |          |           |         |
| Les données manquantes sont à compléter. |         |          |           |         |

### Hameaux
Campi, Ferriere, Cerese, Tolara, Scagnelli, Tasso, Tassorello, Craviasco, Forca, Boasi, Rossi, Vallebuona, Lagomarsino, Piane, Pannesi, Nostra Signora del Bosco

### Communes limitrophes
Bargagli, Davagna, Neirone, Sori, Torriglia, Uscio.